# Mortonia
Mortonia A.Gray – rodzaj roślin należący do rodziny dławiszowatych (Celastraceae R. Br.). Obejmuje co najmniej 8 gatunków występujących naturalnie w południowo-zachodniej części Stanów Zjednoczonych oraz Meksyku.

## Morfologia
PokrójKrzew o nagich pędach.
LiścieNaprzemianległe, całobrzegie.
KwiatyZebrane w kwiatostany. Kwiaty są obupłciowe, posiadają 5 płatków.
OwocePodłużne suche pestkowce.

## Biologia i ekologia
Występuje na pustyniach.

## Systematyka
Pozycja i podział według APWeb (2001...)
Rodzaj należący do rodziny dławiszowatych (Celastraceae R. Br.), rzędu dławiszowców (Celestrales Baskerville), należącego do kladu różowych w obrębie okrytonasiennych.
Wykaz gatunków
| - Mortonia diffusa Rose & Standl. - Mortonia greggii A. Gray - Mortonia hidalgensis Standl. - Mortonia latisepala I.M. Johnst. - Mortonia palmeri Hemsl. - Mortonia scabrella A. Gray - Mortonia sempervirens A. Gray - Mortonia utahensis (Coville ex Trel.) A. Nelson |